# فردریک کوکرل
فردریک کوکرل (انگلیسی: Frédéric Coquerel؛ زادهٔ ۲۵ نوامبر ۱۹۷۸) بازیکن فوتبال اهل فرانسه است.
از باشگاه‌هایی که در آن بازی کرده‌است می‌توان به باشگاه فوتبال ونس و باشگاه فوتبال کان اشاره کرد.